# Монтеспертоли
Монтеспертоли (итал. Montespertoli) је насеље у Италији у округу Фиренца, региону Тоскана.
Према процени из 2011. у насељу је живело 4196 становника. Насеље се налази на надморској висини од 237 м.

## Становништво
Према резултатима пописа становништва 2011. у општини је живело 13.195 становника.
| 1936.  | 1951.  | 1961.  | 1971. | 1981. | 1991. | 2001.  | 2011.  |
| ------ | ------ | ------ | ----- | ----- | ----- | ------ | ------ |
| 11.998 | 11.453 | 10.097 | 8.170 | 8.695 | 9.432 | 11.354 | 13.195 |

## Партнерски градови
- Каронија
- Санто Стефано ди Кадоре
- Еперне
- Нојштат ан дер Ајш
- Tichla